# Borcharding (Automobilhersteller)
Borcharding & Co. GmbH war ein deutscher Automobilhersteller, der 1925 in Berlin in der Mauerstraße 76 und später in der Potsdamer Straße 41a ansässig war.

## Beschreibung
1924 stellte das Unternehmen ein Dreirad her. Es war ein offener Zweisitzer.
1926 übernahm Borcharding & Co., bereits 1925 eine Moll-Generalvertretung, die Produktion des Mollmobils von den insolventen Chemnitzer Moll-Werken und ließ aus den restlichen Lagerbeständen noch „einige Dutzend“ Mollmobile (vermutlich das Mollmobil III) zusammenbauen.